# Urtica glandulifera
Urtica glandulifera är en nässelväxtart som beskrevs av Frederik Michael Liebmann. Urtica glandulifera ingår i släktet nässlor, och familjen nässelväxter. Inga underarter finns listade i Catalogue of Life.